# 嘉平 (魏)
嘉平（かへい）は、三国時代、魏の斉王曹芳の治世に行われた2番目の元号である。249年 - 254年。
嘉平6年は10月に改元されて正元元年となった。

## 出来事
- 6年10月：斉王が廃立され、高貴郷公曹髦が即位。

## 西暦・干支との対照表
| 嘉平 | 元年  | 2年   | 3年   | 4年   | 5年   | 6年   |
| 西暦 | 249年 | 250年 | 251年 | 252年 | 253年 | 254年 |
| 干支 | 己巳  | 庚午  | 辛未  | 壬申  | 癸酉  | 甲戌  |

## 他元号との対照表
| 嘉平 | 元年   | 2年    | 3年           | 4年                 | 5年    | 6年    |
| 蜀   | 延熙12 | 延熙13 | 延熙14        | 延熙15              | 延熙16 | 延熙17 |
| 呉   | 赤烏12 | 赤烏13 | 赤烏14 太元元 | 太元2 神鳳元 建興元 | 建興2  | 五鳳元 |